# چارلز ال. فریمن
چارلز ال. فریمن (انگلیسی: Charles L. Freeman; ۲۱ اوت ۱۹۰۸ – ۱۰ آوریل ۲۰۰۱) تدوین‌گر، ویرایش‌گر و مسئول جلوه‌های ویژه اهل ایالات متحده آمریکا بود. وی همچنین برندهٔ جوایزی همچون جوایز امی ساعات پربیننده شده‌است.